# Ponikwa (potok w Puszczy Bukowej)
Ponikwa (niem. Gold Bach) – zanikający potok w północno-zachodniej Polsce. Płynie przez środkową część Puszczy Bukowej w województwie zachodniopomorskim. 
Ponikwa powstaje z wód wypływających z trzech źródeł. Główne źródło leży w pięknej, szerokiej dolinie rozdzielającej wzgórza Wodnik od zachodu i Łowczyn od wschodu. W 1906 roku zostało obudowane przez stowarzyszenie Przyjaciół Puszczy Bukowej (Buchheide-Verein), w 1927 roku obudowę zmieniono. Do czasów obecnych zachowała się częściowo, ale przewiduje się przywrócenie dawnego stanu. Dwa pozostałe źródła znajdują się w podmokłej i gęsto zakrzewionej dolinie u wylotu Świstówki. Świstówka (niem. Amsel Grund) to malownicza, wąska i dość stroma dolina w środkowej części Puszczy Bukowej.
Ponikwa płynie z północnego wschodu na południowy zachód, po przepłynięciu 1 kilometra natrafia na podłoże przepuszczalne i zanika na wprost Czajczej Góry. Okresowo przy wyższym stanie wody tworzy niewielkie rozlewisko nieco bliżej Drogi Binowskiej. Niegdyś ten strumień obfitował w wodę na tyle, że mimo jej ubytku na luźnych utworach podłoża, dopływał do zanikającego dziś jeziora Węglinko.